# Magyarországi országgyűlési választások a Horthy-rendszerben
A Horthy-rendszerben (1919–1944) tartott magyarországi országgyűlési választások (korabeli hivatalos elnevezésén nemzetgyűlési választások) részben nyílt, részben titkos rendszerben zajlottak, közös jellemzőjük pedig a választójog folyamatos változtatása volt a szélsőséges (elsősorban szélsőjobboldali, fajvédő) pártok, elemek kiszorítása érdekében. Ennek folyományaként az összes választást az Egységes Párt, illetve annak utódjai (Nemzeti Egység Pártja 1932-1938 között, majd Magyar Élet Pártja) nyerték.
A Horthy-rendszert megelőző Tanácsköztársaság választási törvénye a lakosság 57%-ának adott szavazójogot, számos túlkapása ellenére komoly előrelépés volt egy demokratikusabb választási rendszer elterjesztése felé. Minden 18. életévét betöltött állampolgár választhatott, nemre való tekintet nélkül. Tehát ekkor szavazhattak először a nők, a 18 és 24 év közöttiek, az ipari- és agrárproletariátus nagy része. A Tanácsköztársaság bukását követően ismét szigorodott a választójogi törvény. 1922-ben már csak a 24 éven felüli, 4 elemi iskolai osztályt végzett férfiak, valamint a 30. életévüket betöltött, 6 elemit végzett nők szavazhattak. Ez mintegy 750 ezer fővel csökkentette a választásra jogosultak számát. Részben visszahozták a nyílt választást: a választás csupán Budapesten, agglomerációjában és a törvényhatósági városokban volt titkos. Az 1925. évi XXVI. törvény, és főként az azt követő 1938. évi XIX. törvény a választójog várt kiterjesztése helyett még tovább szűkítette a választójogot. A műveltségi cenzus szigorítása 250 ezer fővel csökkentette a választói létszámot. A választójog 6 év helyben lakást, a férfiak esetében a 26., a nők esetében a 30. életév betöltését és legalább 6 elemi osztály elvégzését írta elő. Bevezetésre került a többes választójog. A választók kétharmada 2 (listás és egyéni) szavazattal rendelkezett, a népesség 70%-a pedig egyáltalán nem szavazhatott. A Horthy-korszak szigorodó választójogi törvényei következtében az 1939-es országgyűlési választáson közel 400 ezerrel kevesebb választó volt, mint 1920-ban, miközben az ország népessége 15%-kal nőtt. A kampányidőszakot és a választások lezajlását rendszeresen a kormánypárt hatalmi státuszának megőrzését biztosító antidemokratikus visszaélések kísérték.

## Az 1920-as választások
A választásokat 1920. január 25-26-án tartották meg azokban a választókerületekben, illetve választókerület-csonkokban, amelyek nem álltak idegen megszállás alatt. A választás adatainak teljes feldolgozására még nem került sor. Ennek következtében 22 választókerületben nem ismert sem az érvénytelen szavazatok száma, és legtöbbjükben a választásra jogosultaké sem, csak az érvényes szavazatoké. További 22 kerületben kizárólag a győztes jelölt neve és pártállása ismert. 39 kerületben egyhangú választás történt. A maradék 80 kerületben a részvételi arány 88,52% volt. Érdekes, hogy a leadott szavazatok 10,38%-a érvénytelen volt. Ezt a rutintalansággal, valamint a szociáldemokrata bojkottal lehet magyarázni.
A KNEP és az OKGFP koalíciójával alakult kormány. A szerb és román megszálló csapatok kivonulásával pótválasztásokat tartottak.
A felszabadult Tiszántúlon 1920 júniusában és júliusában 5 hétvégén át tartották a választásokat. Ezek eredményeiről adatok még kisebb arányban állnak rendelkezésre, mint a januári fordulókéról. A 44 választókerületből mindössze 13-ról vannak pontos adatok. 3-ban egyhangú választásra került sor, 16-ból csak a győztes ismert. 12 helyen részben ismertek az eredmények. A maradékban a részvételi arány 88,2% volt. Az érvénytelen szavazatok aránya 2,69% volt, ami a gyenge szociáldemokrata befolyással magyarázható.
A felszabadult Baranyában 1921. október 30-31-én tartották a választásokat. 1 körzetben egyhangú volt. 4 helyen az adatok részlegesen ismertek, 7-ben teljesen. Itt a részvételi arány 93,01%.
A kiegészítő választások lezajlása után az időközi választások eredményeit figyelembe véve a következőképpen alakult a parlament:
| Oldal        | Mandátumok száma | Mandátumok aránya |
| ------------ | ---------------- | ----------------- |
| kormánypárti | 196              | 89,50%            |
| ellenzék     | 12               | 5,48%             |
| független    | 11               | 5,04%             |
| Összesen     | 219              | 100%              |

| Szervezet                                              | Mandátumok száma | Mandátumok aránya | Parlamenti szerepe |
| ------------------------------------------------------ | ---------------- | ----------------- | ------------------ |
| Keresztény Nemzeti Egyesülés Pártja (KNEP)             | 84               | 38,36%            | kormánypárt        |
| Országos Kisgazda- és Földműves Párt (OKGP)            | 75               | 34,25%            | kormánypárt        |
| Keresztény Kisgazda Földmíves és Polgári Párt (KKGFpP) | 29               | 13,24%            | kormánypárt        |
| Nemzeti Demokrata Polgári Párt (NDP)                   | 6                | 2,74%             | ellenzék           |
| Keresztény Nemzeti Kisgazda Párt (KNKGP)               | 4                | 1,83%             | kormánypárt        |
| Kisgazda Párt (KGP)                                    | 2                | 0,91%             | kormánypárt        |
| Keresztény Nemzeti Párt (KNP)                          | 2                | 0,91%             | ellenzék           |
| Keresztény Szociális és Gazdasági Párt (KSZGP)         | 1                | 0,46%             | ellenzék           |
| Független 48-as Kisgazdapárt                           | 1                | 0,46%             | kormánypárt        |
| Magyar Nemzeti Munkáspárt (MNMP)                       | 1                | 0,46%             | ellenzék           |
| Magyarországi Munkáspárt (MMP)                         | 1                | 0,46%             | ellenzék           |
| Pártonkívüli                                           | 11               | 5,02%             | független          |
| Kormánytámogató pártonkívüli                           | 1                | 0,46%             | kormánypárt        |
| Ellenzéki pártonkívüli                                 | 1                | 0,46%             | ellenzék           |
| Összesen                                               | 219              | 100%              | ―                  |

## Az 1922-es választások
A választásokat 1922. május 28-án, június 1-jén, valamint június 12-én, 13-án és 15-én tartották. 1922-ben már csak a 24 éven felüli, 4 elemi iskolát végzett férfiak, továbbá a 30. életévüket betöltött, 6 elemit végzett nők szavazhattak. Ez az új rendelkezés nyomban mintegy 3/4 millióval csökkentette a választásra jogosultak számát. Változás volt az előző választáshoz képest, hogy a választás már csupán Budapesten, agglomerációjában és a törvényhatósági városokban volt titkos. 195 egyéni kerületben nyílt szavazást tartottak, 20 titkos egyéni, és 30 listás körzet volt. A választásra jogosultak 76,1%-a adta le voksát.
| Szervezet                                               | Szavazatok száma | Szavazatok aránya | Mandátumok száma | Mandátumok aránya | Parlamenti szerepe             |
| ------------------------------------------------------- | ---------------- | ----------------- | ---------------- | ----------------- | ------------------------------ |
| Egységes Párt (EP)                                      | 623 201          | 38,18%            | 140              | 57,38%            | kormánypárt                    |
| Nemzeti Polgári Párt (NPP)                              | 22 764           | 1,39%             | 2                | 0,82%             | ellenzék                       |
| Keresztény Nemzeti Egyesülés Pártja (KNEP)              | 70 706           | 4,33%             | 10               | 4,10%             | kormánypárt                    |
| Keresztény Egység Tábora (KET)                          | 59 508           | 3,65%             | 5                | 2,05%             | kormánypárt                    |
| Keresztény Földmíves és Polgári Párt (KFPP)             | 103 705          | 6,35%             | 11               | 4,51%             | ellenzék                       |
| Keresztény Nemzeti Párt (KNP)                           | 3 547            | 0,22%             | ―                | ―                 | nem jutott be                  |
| Szövetkezett Keresztény Ellenzék (SZKE)                 | 20 610           | 1,26%             | 2                | 0,82%             | ellenzék                       |
| Keresztényszocialista Párt (KSZP)                       | 69 096           | 4,23%             | 7                | 2,87%             | ellenzék                       |
| 48-as Kisgazda Párt (48KGP)                             | 26 972           | 1,65%             | 2                | 0,82%             | ellenzék                       |
| Magyarországi Munkáspárt (MMP)                          | 7 768            | 0,48%             | 1                | 0,41%             | ellenzék                       |
| Függetlenségi Kisgazda Földmíves és Polgári Párt (FKGP) | 66 693           | 4,09%             | 5                | 2,05%             | ellenzék                       |
| Függetlenségi 48-as és Kossuth Párt                     | 33 220           | 2,04%             | 1                | 0,41%             | ellenzék                       |
| Liberális Ellenzék                                      | 84 307           | 5,17%             | 8                | 3,28%             | ellenzék                       |
| Magyarországi Szociáldemokrata Párt (MSZDP)             | 277 481          | 17,00%            | 25               | 10,25%            | ellenzék                       |
| Magyar Nemzeti Szocialista Blokk (MNSZB)                | 1 423            | 0,09%             | ―                | ―                 | nem jutott be                  |
| Gazdasági Párt (GP)                                     | 7 545            | 0,46%             | ―                | ―                 | nem jutott be                  |
| Honvédelmi Párt (HP)                                    | 8 067            | 0,49%             | ―                | ―                 | nem jutott be                  |
| Keresztény Földmíves és Iparos Párt (KFIP)              | 3 584            | 0,22%             | 1                | 0,41%             | ellenzék                       |
| Pártonkívüli                                            | 142 067          | 8,70%             | 24               | 9,84%             | 8 ellenzéki, 3 kormánytámogató |
| Összesen                                                | 1 632 264        | 100%              | 244              | 100%              | ―                              |

| Oldal       | Mandátumok száma | Mandátumok aránya |
| ----------- | ---------------- | ----------------- |
| kormánypárt | 157              | 64,34%            |
| ellenzék    | 73               | 29,10%            |
| független   | 14               | 5,74%             |
| Összesen    | 244              | 100%              |

| Nézet            | Mandátumok száma | Mandátumok aránya | Parlamenti szerepe            |
| ---------------- | ---------------- | ----------------- | ----------------------------- |
| konzervatív      | 149              | 61,07%            | kormánypárti 142, ellenzéki 2 |
| keresztény       | 39               | 15,98%            | kormánypárti 16, ellenzéki 23 |
| kisgazda         | 8                | 3,28%             | ellenzéki                     |
| liberális        | 9                | 3,69%             | ellenzéki                     |
| szociáldemokrata | 26               | 10,66%            | ellenzéki                     |
| pártonkívüli     | 13               | 5,33%             | független                     |
| Összesen         | 244              | 100%              | ―                             |

| Kormányoldal nézete | Mandátumok száma | Mandátumok aránya |
| ------------------- | ---------------- | ----------------- |
| konzervatív         | 141              | 89,24%            |
| keresztény          | 17               | 10,76%            |
| Összesen            | 158              | 100%              |

| Ellenzék nézete  | Mandátumok száma | Mandátumok aránya |
| ---------------- | ---------------- | ----------------- |
| konzervatív      | 8                | 10,96%            |
| keresztény       | 22               | 30,14%            |
| kisgazda         | 8                | 10,96%            |
| szociáldemokrata | 26               | 35,62%            |
| liberális        | 9                | 12,33%            |
| Összesen         | 73               | 100%              |

## Az 1926-os választások
A belügyminiszter a választásokat 1926. december 8-18-ra tűzte ki. A részvételi arány a 91 egyhangú körzet miatt 51,25% volt. Ahol volt tényleges szavazás, ott a részvételi arány 76,02% volt.
| Szervezet                                      | Szavazatok száma | Szavazatok aránya | Mandátumok száma | Mandátumok aránya | Parlamenti szerepe |
| ---------------------------------------------- | ---------------- | ----------------- | ---------------- | ----------------- | ------------------ |
| Magyar Nemzeti Függetlenségi Párt (MNFP)       | 43263            | 3,78%             | 2                | 0,82%             | ellenzék           |
| Egységes Párt (EP)                             | 579564           | 50,68%            | 170              | 69,38%            | kormánypárt        |
| Keresztény Gazdasági és Szociális Párt (KGSZP) | 175275           | 15,33%            | 35               | 14,29%            | kormánypárt        |
| Agrárpárt (AP)                                 | 16355            | 1,43%             | 3                | 1,22%             | ellenzék           |
| Független '48-as Kisgazdapárt                  | 9963             | 0,87%             | ―                | ―                 | nem jutott be      |
| Magyarországi Földmíves és Munkáspárt          | 4317             | 0,38%             | ―                | ―                 | nem jutott be      |
| Egyesült Balpárt                               | 90132            | 7,58%             | 9                | 5,71%             | ellenzék           |
| Függetlenségi 48-as és Kossuth Párt            | 13564            | 1,19%             | 1                | 0,41%             | ellenzék           |
| Magyarországi Szociáldemokrata Párt            | 126824           | 11,09%            | 14               | 5,71%             | ellenzék           |
| Magyar Nemzeti Szociális Párt                  | 1118             | 0,10%             | 1                | 0,41%             | ellenzék           |
| Pártonkívüli                                   | 83208            | 7,28%             | 10               | 4,08%             | független          |
| Összesen                                       | 1 143 583        | 100%              | 245              | 100%              | ―                  |

| Oldal        | Mandátumok száma | Mandátumok aránya |
| ------------ | ---------------- | ----------------- |
| kormánypárti | 205              | 83,67%            |
| ellenzék     | 30               | 12,24%            |
| független    | 10               | 4,08%             |
| Összesen     | 245              | 100%              |

| Nézet            | Mandátumok száma | Mandátumok aránya | Parlamenti szerepe |
| ---------------- | ---------------- | ----------------- | ------------------ |
| fajvédő          | 2                | 0,82%             | ellenzéki          |
| konzervatív      | 170              | 69,38%            | kormánypárti       |
| keresztény       | 35               | 14,29%            | kormánypárti       |
| kisgazda         | 3                | 1,22%             | ellenzéki          |
| liberális        | 10               | 4,08%             | ellenzéki          |
| szociáldemokrata | 15               | 6,12%             | ellenzéki          |
| pártonkívüli     | 10               | 4,08%             | független          |
| Összesen         | 245              | 100%              | ―                  |

| Kormányoldal megoszlása | Mandátumok száma | Mandátumok aránya |
| ----------------------- | ---------------- | ----------------- |
| konzervatív             | 170              | 82,93%            |
| keresztény              | 35               | 17,07%            |
| Összesen                | 205              | 100%              |

| Ellenzék megoszlása | Mandátumok száma | Mandátumok aránya |
| ------------------- | ---------------- | ----------------- |
| fajvédő             | 2                | 6,67%             |
| kisgazda            | 3                | 10%               |
| liberális           | 10               | 33,33%            |
| szociáldemokrata    | 15               | 50%               |
| Összesen            | 30               | 100%              |

## Az 1931-es választások
A választásokat 1931. június 28-30-án tartották. A részvétel a 67 egyhangú kerület miatt 59,25% volt. Ahol ténylegesen volt szavazás, ott a jogosultak 78,2%-a adta le érvényes voksát.
| Szervezet                                       | Szavazatok száma | Szavazatok aránya | Mandátumok száma | Mandátumok aránya | Parlamenti szerepe |
| ----------------------------------------------- | ---------------- | ----------------- | ---------------- | ----------------- | ------------------ |
| Frontharcosok Egyesült Nemzeti Pártja           | 4 804            | 0,32%             | ―                | ―                 | nem jutott be      |
| Fajvédők                                        | 4 346            | 0,,29%            | ―                | ―                 | nem jutott be      |
| Egységes Párt                                   | 687 732          | 45,53%            | 157              | 64,09%            | kormánypárt        |
| Keresztény Gazdasági és Szociális Párt          | 184 618          | 12,22%            | 32               | 13,96%            | kormánypárt        |
| Szövetkezett Polgári Pártok                     | 6 929            | 0,46%             | ―                | ―                 | nem jutott be      |
| Keresztény Ellenzék                             | 17 880           | 1,18%             | 2                | 0,82%             | ellenzék           |
| Keresztényszocialista Párt                      | 10 996           | 0,73%             | 1                | 0,41%             | ellenzék           |
| Független Keresztényszocialista Párt            | 2 096            | 0,14%             | ―                | ―                 | nem jutott be      |
| Keresztény Szociális és Gazdasági Párt          | 2 343            | 0,16%             | ―                | ―                 | nem jutott be      |
| Keresztény Gazdasági Ellenzéki Párt (KNEP)      | 7 109            | 0,47%             | 1                | 0,41%             | ellenzék           |
| Független Polgári Párt                          | 7 316            | 0,48%             | 1                | 0,41%             | ellenzék           |
| Keresztény Nemzeti Ellenzéki Párt               | 5 318            | 0,35%             | 1                | 0,41%             | ellenzék           |
| Független Kisgazdapárt                          | 173 477          | 11,48%            | 10               | 4,08%             | ellenzék           |
| Magyarországi Földmíves és Munkáspárt           | 5 198            | 0,34%             | ―                | ―                 | nem jutott be      |
| Kisgazda, Kisiparos és Földmíves Nagyatádi Párt | 1 586            | 0,1%              | ―                | ―                 | nem jutott be      |
| Kisgazda                                        | 3 735            | 0,25%             | ―                | ―                 | nem jutott be      |
| Agrárdemokrata                                  | 3 567            | 0,24%             | 1                | 0,41%             | ellenzék           |
| Egységes Szabadelvű Demokrata Párt              | 45 977           | 3,04%             | 4                | 1,63%             | ellenzék           |
| Nemzeti Demokrata Polgári Párt                  | 15 933           | 1,05%             | 2                | 0,82%             | ellenzék           |
| Győri Gazdasági Párt                            | 1 936            | 0,13%             | ―                | ―                 | nem jutott be      |
| Független Balpárt                               | 5 213            | 0,35%             | ―                | ―                 | nem jutott be      |
| Egyesült Ellenzék                               | 2 891            | 0,19%             | 1                | 0,41%             | ellenzék           |
| Országos Függetlenségi és Kossuth Párt          | 28 518           | 1,89%             | ―                | ―                 | nem jutott be      |
| Nemzeti Radikális Párt                          | 6 057            | 0,4%              | 1                | 0,41%             | ellenzék           |
| Magyarországi Szociáldemokrata Párt             | 165 794          | 10,98%            | 14               | 5,71%             | ellenzék           |
| Pártonkívüli                                    | 76 149           | 5,04%             | 14               | 5,71%             | független          |
| Pártonkívüli ellenzéki                          | 15 587           | 1,03%             | 1                | 0,41%             | ellenzék           |
| Pártonkívüli kisgazda                           | 7 901            | 0,52%             | ―                | ―                 | nem jutott be      |
| Pártonkívüli gazdasági                          | 7 639            | 0,51%             | ―                | ―                 | nem jutott be      |
| Pártonkívüli keresztény ellenzéki               | 412              | 0,03%             | ―                | ―                 | nem jutott be      |
| Pártonkívüli kormánypárti                       | 1 439            | 0,1%              | 1                | 0,41%             | kormánypárt        |
| Összesen                                        | 1 510 496        | 100%              | 245              | 100%              | ―                  |

| Oldal        | Mandátumok száma | Mandátumok aránya |
| ------------ | ---------------- | ----------------- |
| kormánypárti | 190              | 77,55%            |
| ellenzék     | 41               | 16,73%            |
| független    | 14               | 5,71%             |
| Összesen     | 245              | 100%              |

| Nézet            | Mandátumok száma | Mandátumok aránya | Parlamenti szerepe           |
| ---------------- | ---------------- | ----------------- | ---------------------------- |
| fajvédő          | 1                | 0,41%             | ellenzéki                    |
| konzervatív      | 158              | 64,49%            | kormánypárti                 |
| keresztény       | 37               | 15,1%             | kormánypárti 32, ellenzéki 5 |
| kisgazda         | 11               | 4,49%             | ellenzéki                    |
| liberális        | 10               | 4,08%             | ellenzéki                    |
| szociáldemokrata | 14               | 5,71%             | ellenzéki                    |
| pártonkívüli     | 14               | 5,71%             | független                    |
| Összesen         | 245              | 100%              | ―                            |

| Kormányoldal megoszlása | Mandátumok száma | Mandátumok aránya |
| ----------------------- | ---------------- | ----------------- |
| keresztény              | 32               | 16,84%            |
| konzervatív             | 158              | 83,16%            |
| Összesen                | 190              | 100%              |

| Ellenzék megoszlása | Mandátumok száma | Mandátumok aránya |
| ------------------- | ---------------- | ----------------- |
| keresztény          | 5                | 12,2%             |
| fajvédő             | 1                | 25%               |
| kisgazda            | 11               | 2,44%             |
| liberális           | 10               | 24,39%            |
| szociáldemokrata    | 14               | 34,15%            |
| Összesen            | 12               | 100%              |

## Az 1935-ös választások
A választásokat 1935. március 31-től április 4-ig, valamint április 6-7-én tartották. A részvételi arány az 53 egyhangú kerület miatt 65,68% volt. Ahol ténylegesen voltak választások, ott a részvétel 79,75% volt.
| Szervezet                                       | Szavazatok száma | Szavazatok aránya | Mandátumok száma | Mandátumok aránya | Parlamenti szerepe |
| ----------------------------------------------- | ---------------- | ----------------- | ---------------- | ----------------- | ------------------ |
| Nemzeti Egység Pártja                           | 935 723          | 47,4%             | 170              | 69,39%            | kormánypárt        |
| Független Kisgazdapárt                          | 387 351          | 19,62%            | 22               | 8,98%             | ellenzék           |
| Keresztény Gazdasági és Szociális Párt          | 175 165          | 8,87%             | 14               | 5,71%             | ellenzék           |
| Magyarországi Szociáldemokrata Párt             | 132 052          | 6,69%             | 11               | 4,49%             | ellenzék           |
| Szabadelvű és Demokratikus Ellenzék             | 72 407           | 3,67%             | 7                | 2,86%             | ellenzék           |
| Magyar Nemzeti Szocialista Párt                 | 75 318           | 3,82%             | 2                | 0,82%             | ellenzék           |
| Reformnemzedék                                  | 14 478           | 0,73%             | 2                | 0,82%             | ellenzék           |
| Nemzeti Legitimista Néppárt                     | 40 025           | 2,03%             | 1                | 0,41%             | ellenzék           |
| Népakarat Pártja                                | 7 431            | 0,38%             | 1                | 0,41%             | ellenzék           |
| Keresztény Ellenzék                             | 9 156            | 0,46%             | 1                | 0,41%             | ellenzék           |
| Keresztény Nemzeti Front                        | 8 526            | 0,43%             | 1                | 0,41%             | ellenzék           |
| Magyarországi Földmíves és Munkáspárt           | 11 004           | 0,56%             | 1                | 0,41%             | ellenzék           |
| Nemzeti Agrár Ellenzék                          | 5 320            | 0,27%             | 1                | 0,41%             | ellenzék           |
| Országos Függetlenségi és Kossuth Párt          | 5 648            | 0,29%             | 1                | 0,41%             | ellenzék           |
| Nemzeti Radikális Párt                          | 17 031           | 0,86%             | ―                | ―                 | nem jutott be      |
| Szabad Polgári Párt                             | 2 527            | 0,13%             | ―                | ―                 | nem jutott be      |
| Kispolgárok és Munkások Egyesült Nemzeti Pártja | 915              | 0,05%             | ―                | ―                 | nem jutott be      |
| Magyar Igazság Pártja                           | 546              | 0,03%             | ―                | ―                 | nem jutott be      |
| pártonkívüli                                    | 46 599           | 2,36%             | 8                | 3,27%             | független          |
| pártonkívüli ellenzéki                          | 16 556           | 0,84%             | 2                | 0,82%             | ellenzék           |
| pártonkívüli legitimista                        | 10 325           | 0,52%             | ―                | ―                 | nem jutott be      |
| Összesen                                        | 1 974 089        | 100%              | 245              | 100%              | ―                  |

| Oldal        | Mandátumok száma | Mandátumok aránya |
| ------------ | ---------------- | ----------------- |
| kormánypárti | 170              | 69,39%            |
| ellenzék     | 67               | 27,34%            |
| független    | 8                | 3,27%             |
| Összesen     | 245              | 100%              |

| Nézet                          | Mandátumok száma | Mandátumok aránya | Parlamenti szerepe |
| ------------------------------ | ---------------- | ----------------- | ------------------ |
| konzervatív (Gömbös-párti)     | 130-140          | 53,06% - 57,14%   | kormánypárti       |
| konzervatív (nem Gömbös-párti) | 30-40            | 12,24% - 16,32%   | kormánypárti       |
| konzervatív ellenzék           | 6                | 2,45              | ellenzéki          |
| keresztény-konzervatív         | 17               | 6,94%             | ellenzéki          |
| fajvédő                        | 2                | 0,82%             | ellenzéki          |
| nemzetiszocialista             | 3                | 1,22%             | ellenzéki          |
| kisgazda                       | 24               | 9,8%              | ellenzéki          |
| liberális                      | 10               | 4,08%             | ellenzéki          |
| szociáldemokrata               | 11               | 4,49%             | ellenzéki          |
| pártonkívüli                   | 2                | 0,81%             | független          |
| Összesen                       | 245              | 100%              | ―                  |

## Az 1939-es választások
A választásokat 1939. május 25-26-án, pünkösdkor tartották. Az egyéni szavazáson a 2 egyhangú kerület miatt 79,96% volt a részvételi arány. Ahol tényleges választásra került sor, ott a részvétel 90,98% volt. Listás szavazáson a részvétel a 2 egyhangú megye miatt 84,88% volt, ahol ténylegesen szavaztak, ott a részvétel 88,9% volt. A szavazás teljesen titkos volt.
A parlament megalakulástól 1944 őszéig összesen 17 alkalommal tartottak időközi választást, folyamatos MÉP győzelemmel. Az utolsó választási aktusokra már a német megszállás után került sor: ekkor egyhangú szavazással került a képviselőházba Rátz Jenő (1944. május 28.), Sztójay Döme (1944. június 30.) és Bárdossy László (1944. július 2.) is.
| Szervezet                                                     | Szavazatok száma | Szavazatok aránya | Mandátumok száma | Mandátumok aránya | Parlamenti szerepe |
| ------------------------------------------------------------- | ---------------- | ----------------- | ---------------- | ----------------- | ------------------ |
| Magyar Élet Pártja (MÉP)                                      | 1 871 375        | 50,76%            | 181              | 69,62%            | kormánypárt        |
| Nyilaskeresztes Párt (NYKP)                                   | 530 405          | 14,39%            | 29               | 11,15%            | ellenzék           |
| Független Kisgazdapárt (FKGP)                                 | 569 054          | 15,44%            | 14               | 5,38%             | ellenzék           |
| Szociáldemokrata Párt (SZDP)                                  | 126 237          | 3,42%             | 5                | 1,92%             | ellenzék           |
| Polgári Szabadságpárt                                         | 57 766           | 1,57%             | 5                | 1,92%             | ellenzék           |
| Egyesült Magyar Nemzeti Szocialista Párt (EMNSZP)             | 78 806           | 2,14%             | 4                | 1,54%             | ellenzék           |
| Egyesült Kereszténypárt (EKP)                                 | 56 943           | 1,54%             | 4                | 1,54%             | ellenzék           |
| Keresztény Nemzeti Szocialista Front (KNSZF)                  | 87 533           | 2,37%             | 3                | 1,15%             | ellenzék           |
| Nemzeti Front (NF)                                            | 64 328           | 1,74%             | 3                | 1,15%             | ellenzék           |
| Magyar Nemzeti Szocialista Földműves- és Munkáspárt (MNSZFMP) | 36 137           | 0,98%             | 3                | 1,15%             | ellenzék           |
| Népakarat Párt                                                | 8 970            | 0,24%             | 1                | 0,38%             | ellenzék           |
| Nemzeti Reformpárt (NREFP)                                    | 22 122           | 0,6%              | ―                | ―                 | nem jutott be      |
| Keresztény Nemzeti Függetlenségi Párt (KNFP)                  | 14 024           | 0,38%             | ―                | ―                 | nem jutott be      |
| Magyar Nemzeti Szocialista Párt (MNSZP)                       | 10 872           | 0,29%             | ―                | ―                 | nem jutott be      |
| Nemzeti Kisgazda, Iparos és Munkáspárt                        | 6 110            | 0,17%             | ―                | ―                 | nem jutott be      |
| Független Néppárt (FNP)                                       | 3 568            | 0,1%              | ―                | ―                 | nem jutott be      |
| Nemzeti Földmíves, Kisiparos és Munkáspárt                    | 3 453            | 0,09%             | ―                | ―                 | nem jutott be      |
| Keresztény Ellenzék (KE)                                      | 2 384            | 0,06%             | ―                | ―                 | nem jutott be      |
| Magyar Fajvédő Párt                                           | 1 288            | 0,03%             | ―                | ―                 | nem jutott be      |
| Polgári Agrárpárt                                             | 873              | 0,02%             | ―                | ―                 | nem jutott be      |
| pártonkívüli                                                  | 22 898           | 0,62%             | 2                | 0,77%             | független          |
| „pártonkívüli fajvédő”                                        | 21 107           | 0,57%             | 1                | 0,38%             | ellenzék           |
| pártonkívüli szélsőjobb                                       | 87 830           | 2,38%             | 5                | 1,92%             | ellenzék           |
| pártonkívüli kormánytámogató                                  | 2 493            | 0,07%             | ―                | ―                 | nem jutott be      |
| Összesen                                                      | 3 686 603        | 100%              | 260              | 100%              | ―                  |

| Oldal        | Mandátumok száma | Mandátumok aránya |
| ------------ | ---------------- | ----------------- |
| kormánypárti | 181              | 69,62%            |
| ellenzék     | 77               | 29,61%            |
| független    | 2                | 0,77%             |
| Összesen     | 260              | 100%              |

| Nézet              | Mandátumok száma | Mandátumok aránya | Parlamenti szerepe |
| ------------------ | ---------------- | ----------------- | ------------------ |
| konzervatív        | 181              | 69,62%            | kormánypárt        |
| fajvédő            | 1                | 0,38%             | ellenzéki          |
| nemzetiszocialista | 48               | 18,46%            | ellenzéki          |
| keresztény         | 4                | 1,54%             | ellenzéki          |
| kisgazda           | 14               | 5,38%             | ellenzéki          |
| liberális          | 5                | 1,92%             | ellenzéki          |
| szociáldemokrata   | 5                | 1,92%             | ellenzéki          |
| pártonkívüli       | 2                | 0,77%             | független          |
| Összesen           | 260              | 100%              | ―                  |